# Pavilionul băilor din Ocna Sibiului
Pavilionul băilor din Ocna Sibiului este un monument istoric aflat pe teritoriul orașului Ocna Sibiului.

## Galerie

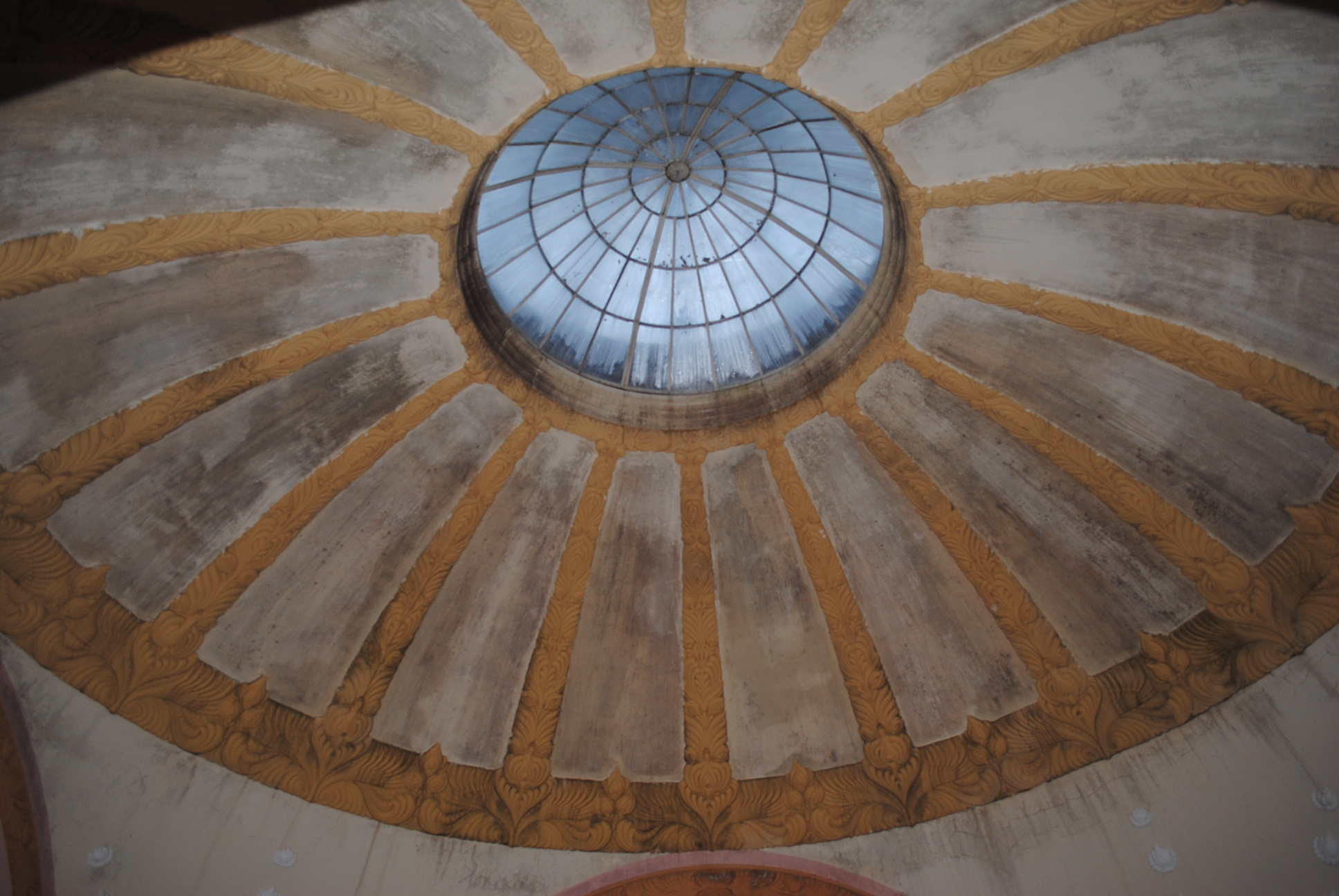
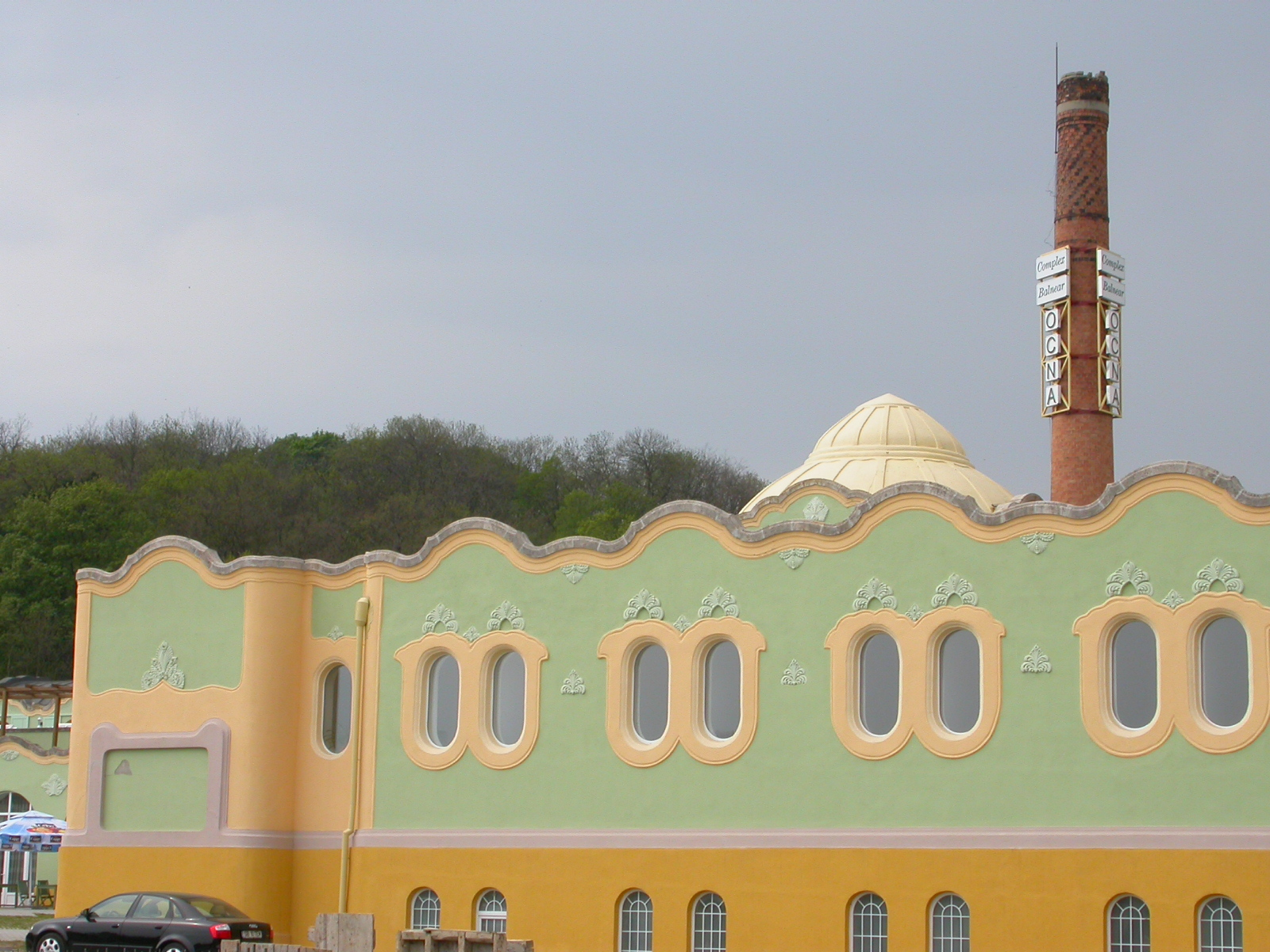
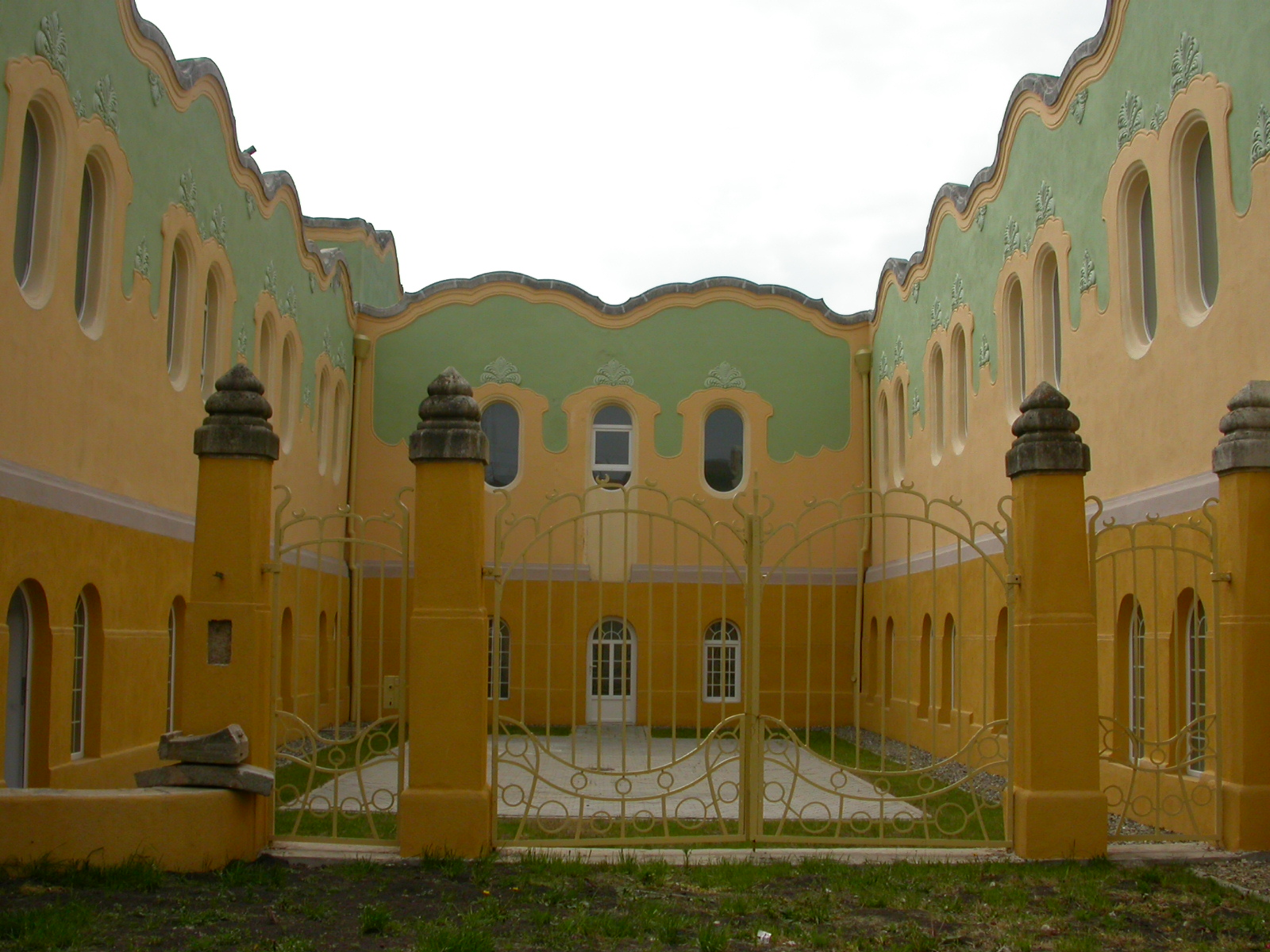
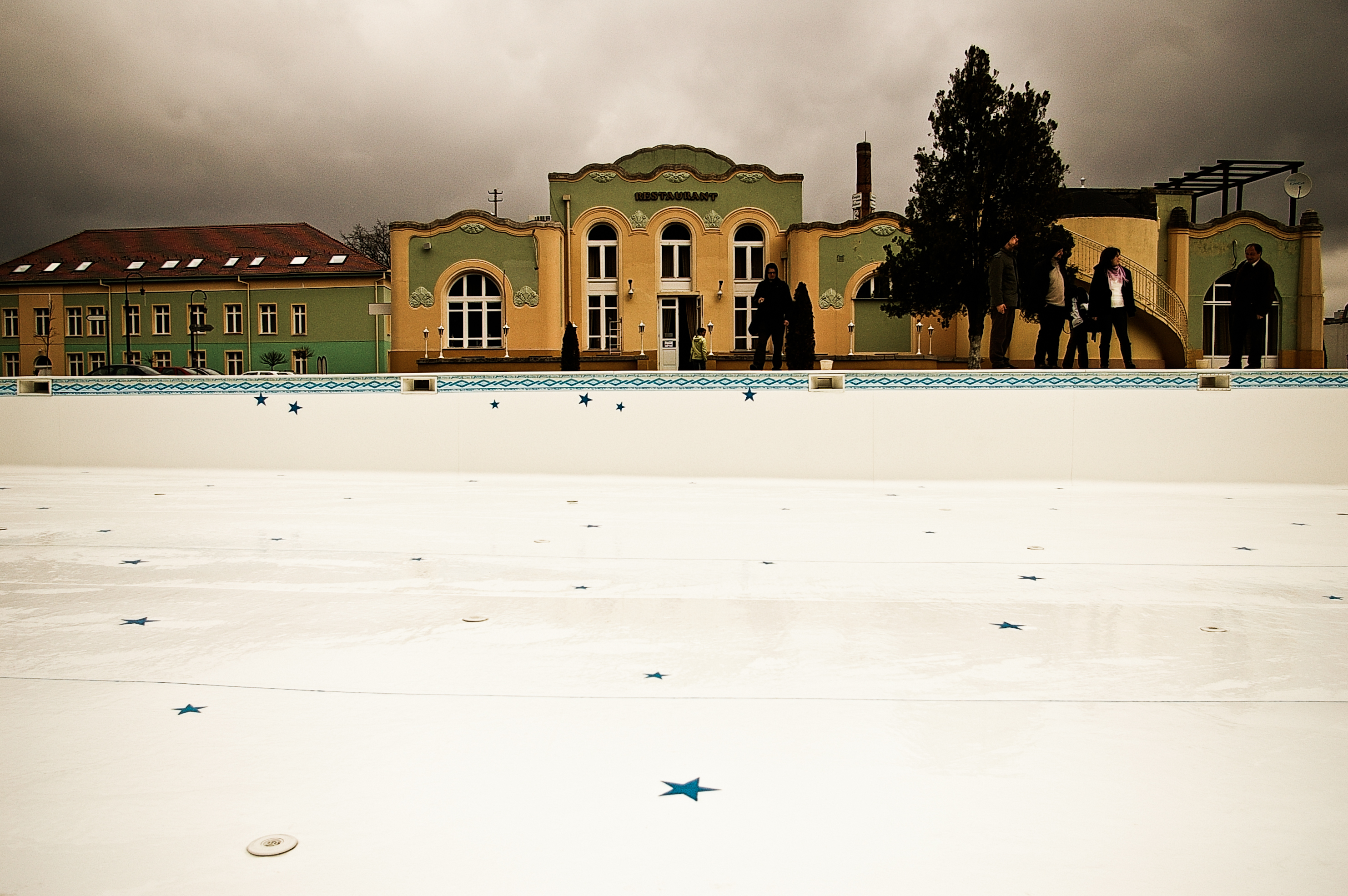